# Plestan
Plestan – miejscowość i gmina we Francji, w regionie Bretania, w departamencie Côtes-d’Armor.
Według danych na rok 1990 gminę zamieszkiwało 1306 osób, a gęstość zaludnienia wynosiła 40 osób/km² (wśród 1269 gmin Bretanii Plestan plasuje się na 475. miejscu pod względem liczby ludności, natomiast pod względem powierzchni na miejscu 232.).